# Trafic (film din 2000)
Trafic (în engleză Traffic) este un film de crimă regizat de Steven Soderbergh după un scenariu de Stephen Gaghan[*]. În rolurile principale au interpretat actorii Catherine Zeta-Jones, Michael Douglas și Benicio del Toro.
A fost produs de studiourile Focus Features[*] și a avut premiera la 27 decembrie 2000, fiind distribuit de Focus Features[*]. Coloana sonoră a fost compusă de Cliff Martinez[*]. 
Cheltuielile de producție s-au ridicat la  și a avut încasări de 207.500.000 $.
Filmul a câștigat mai multe premii, inclusiv patru Oscaruri (din cinci nominalizări): cel mai bun regizor pentru Steven Soderbergh, cel mai bun actor în rol secundar pentru Benicio del Toro, cel mai bun scenariu adaptat pentru Stephen Gaghan și cel mai bun montaj de film pentru Stephen Mirrione, precum și un Urs de Argint la Berlin.

## Rezumat
Se împletesc mai multe povești, toate legate de traficul de droguri. Javier Rodriguez este un ofițer de poliție mexican din Tijuana abordat de un general „dubios” din războiul nr. 1 antidrog. Helena Ayala este soția unui bogat om de afaceri arestat brusc pentru trafic de droguri. Montel Gordon este un polițist american care încearcă să urmărească rețelele de traficanți. Robert Wakefield este însărcinat de guvernul Statelor Unite cu gestionarea politicii antidrog, iar fiica sa se scufundă în dependența de droguri. Prin aceste povești diferite, în care anumite personaje se intersectează pe măsură ce filmul progresează, este disecat comerțul cu droguri dintre Statele Unite și Mexic , abordând aspectele sale politice, militare, financiare, legislative, sociale, familiale și personale naționale și internaționale.

## Distribuție
Au interpretat actorii:

Catherine Zeta-Jones
Michael Douglas
Benicio del Toro
Dennis Quaid
Don Cheadle
Tomás Milián
Luis Guzmán
Steven Bauer[*]
Clifton Collins Jr.
Erika Christensen[*]
Albert Finney
James Brolin[*]
Topher Grace
Jacob Vargas[*]
Miguel Ferrer
Amy Irving
...încă 12  